# Outarde du Bengale
Houbaropsis bengalensis
Genre
Espèce
Synonymes
- Eupodotis bengalensis

Statut de conservation UICN

 CR A3bcd+4abcd : 
En danger critique
Statut CITES
L'Outarde du Bengale (Houbaropsis bengalensis) est une espèce d'oiseaux de la famille des Otididae qui vit sur des prairies dispersées au Cambodge, au Viêtnam, au Népal et en Inde.
En 2006, le Cambodge a décidé de mieux protéger une surface de 100 km², ce qui permettra peut-être de sauver l'espèce dans ce pays.

## Répartition

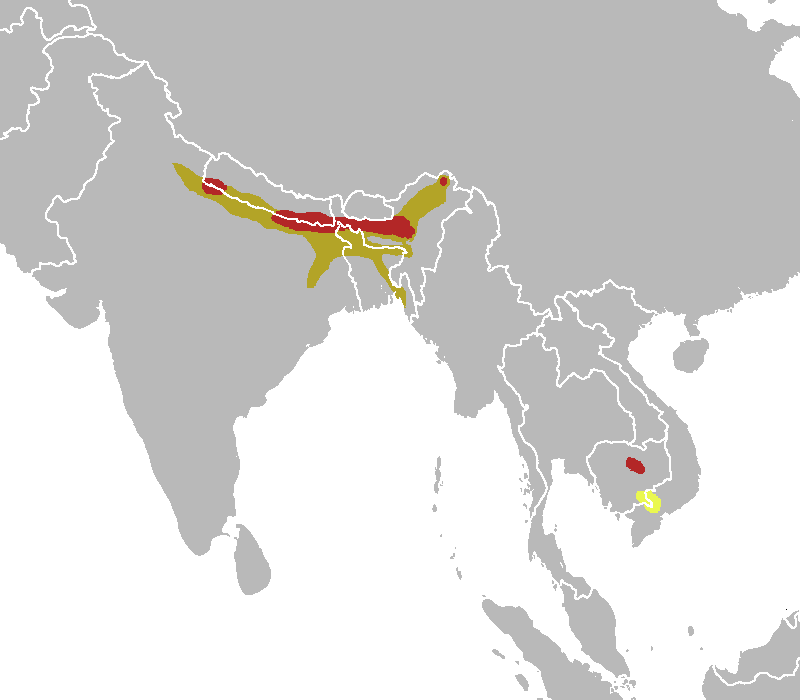
Répartition géographique de l'espèce.
En rouge : zones d'habitat habituel ;
En doré : zones où elle est désormais probablement éteinte ;
En jaune clair : zone de migration

## Galerie

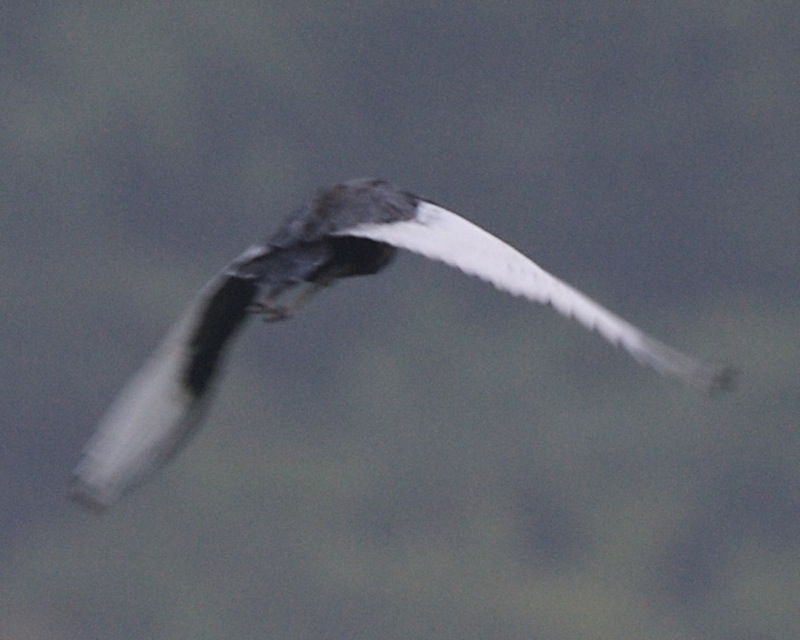
une des rares photo d'outarde du Bengale
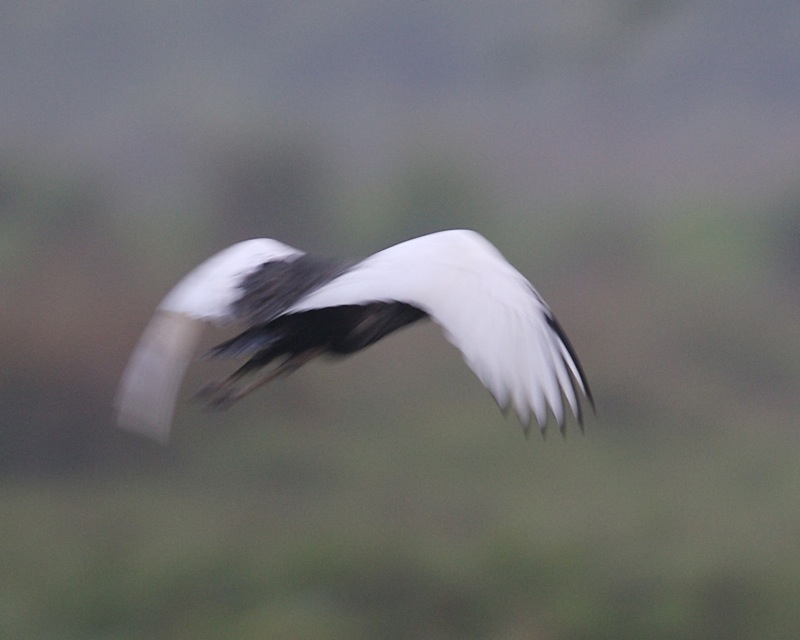
même outarde que la photo d'à gauche dans une différente position
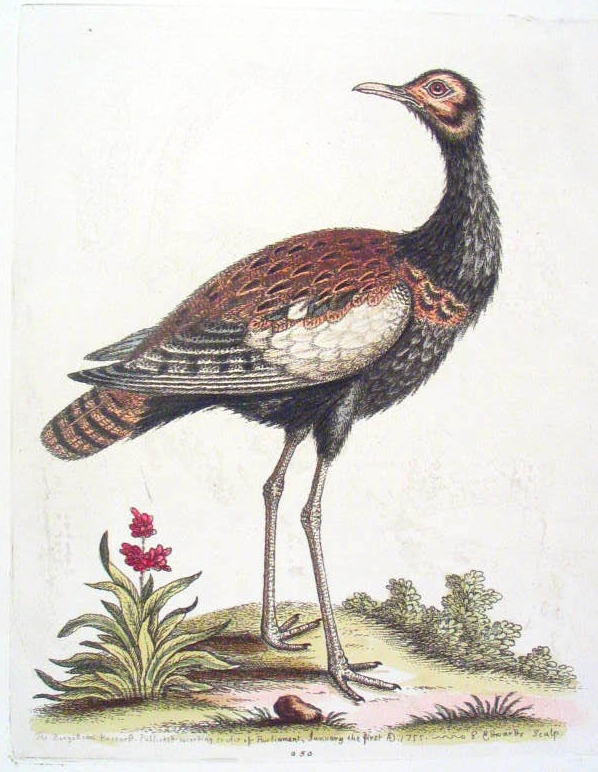
outarde du Bengale dessiné par George Edwards
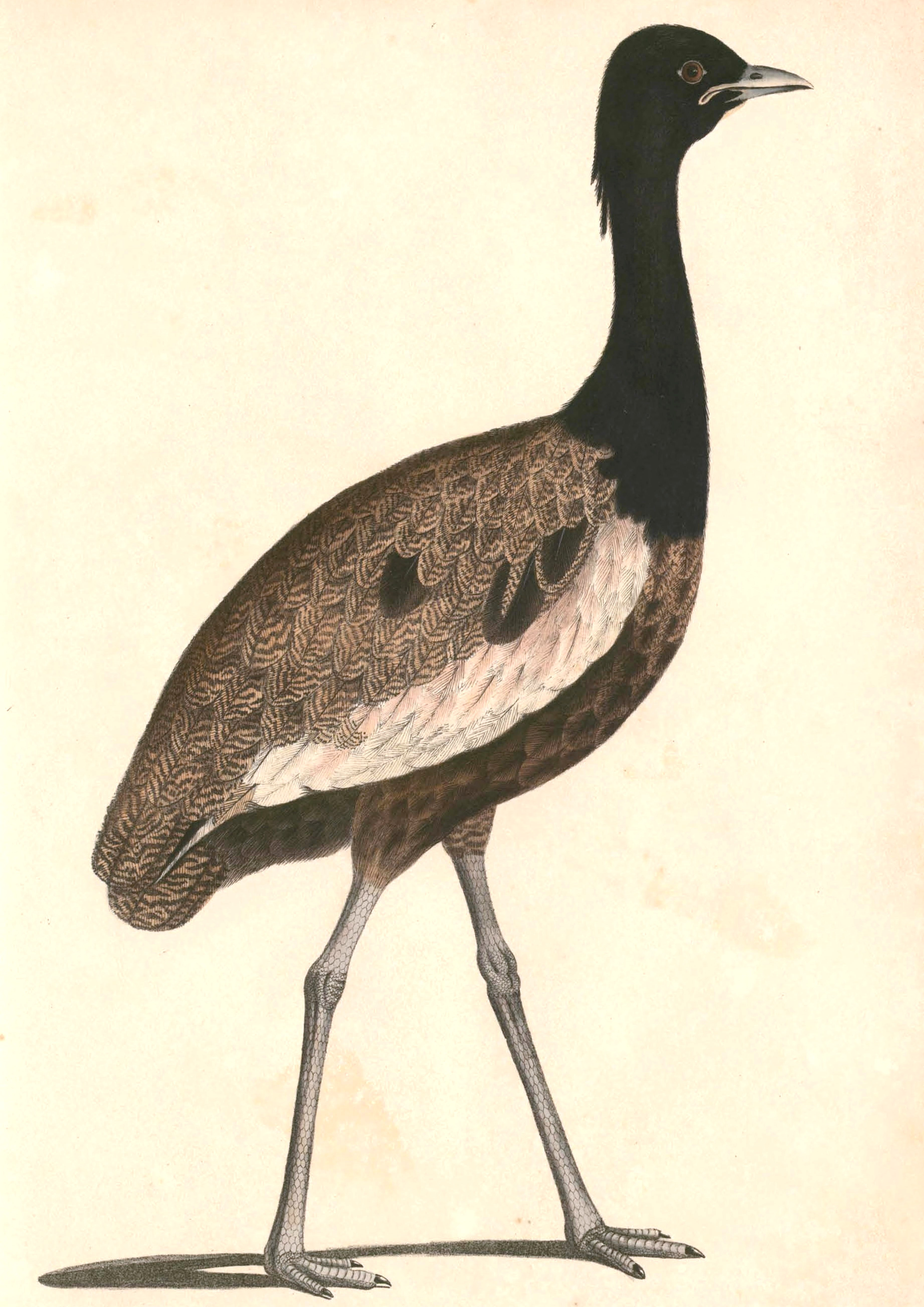
outarde du Bengale mâle dessiné par Hardwicke
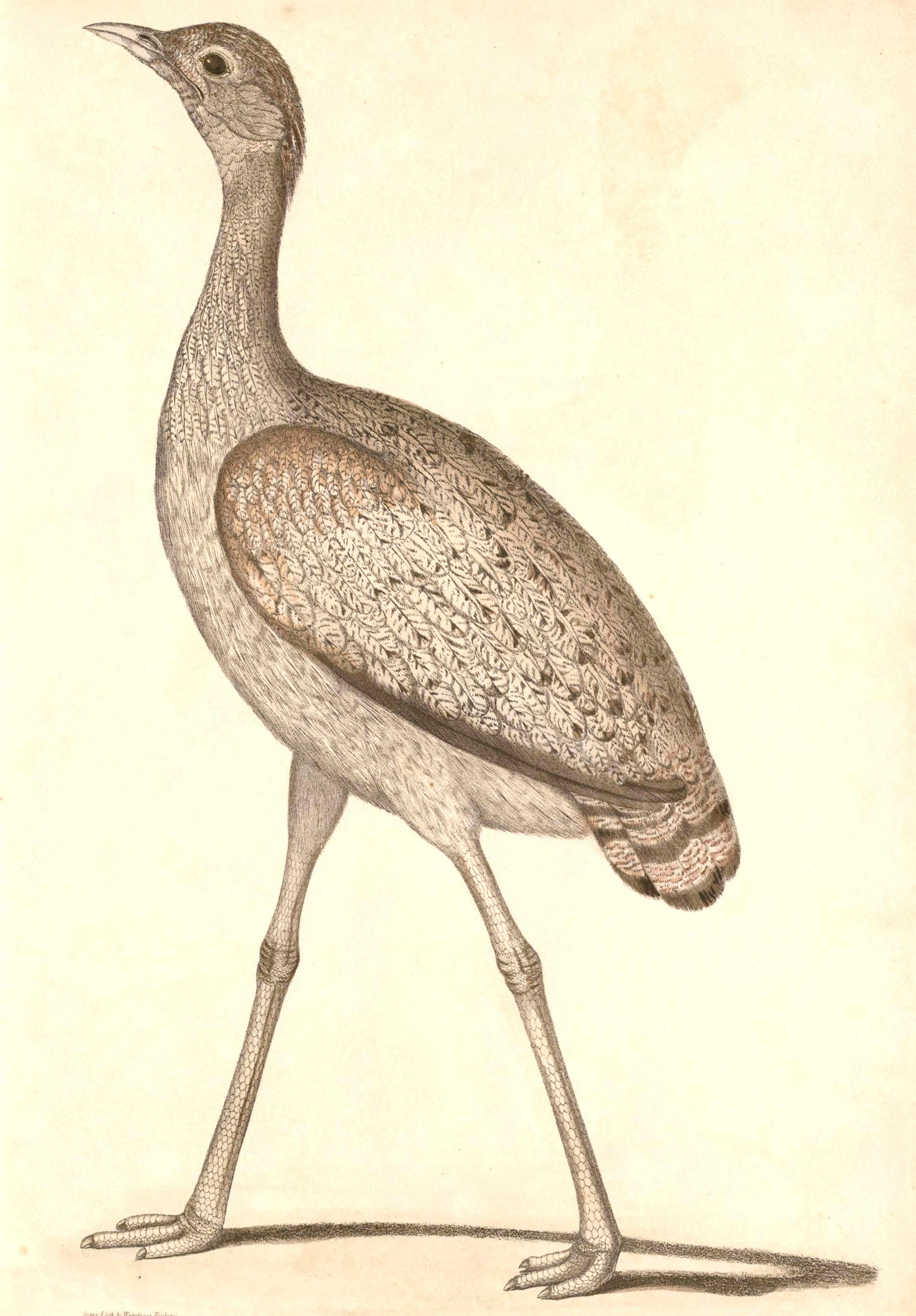
outarde du Bengale femelle dessiné par Hardwicke